# 魏秀英
魏秀英，中华人民共和国政治人物。
担任全国纺织工业劳模，九五织布工作法”创造人之一。1954年，当选第一届全国人民代表大会代表。